# Hahn (kurländisches Adelsgeschlecht)

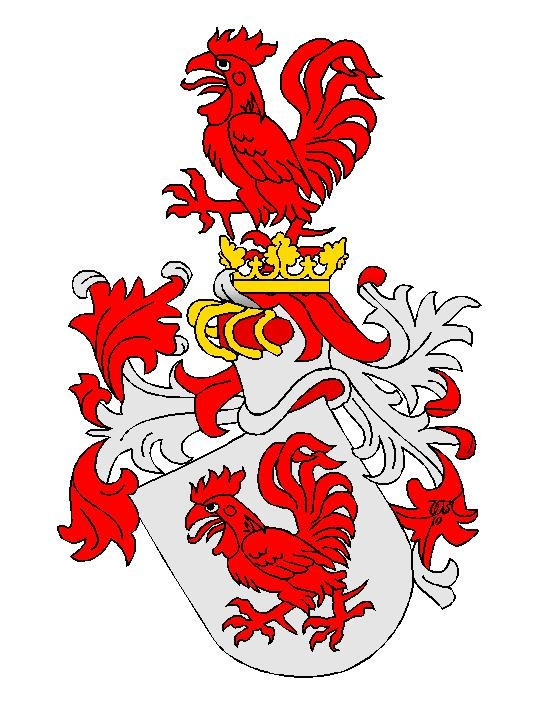
Wappen derer von Hahn, Kurland und Oesel: roter Hahn

Hahn ist der Familienname eines deutsch-baltischen Adelsgeschlechts, welches im Herzogtum Kurland und Semgallen ansässig war. Der ursprüngliche Name war Hane, dieses war ein altes mecklenburgisches Adelsgeschlecht und kann bis in das Jahr 1230 beurkundet werden.
Aus dem mecklenburgischen Hauptstamm Hahn zweigte sich die hier behandelte kurländische Linie ab. Sie führte später den Titel Baron oder Freiherr (Baronin, Baronesse, Freifrau, Freiin). Als Ahnherr der baltischen Linien wird Ludolf Hahn (um 1300) angeführt, dessen Nachkommen gründeten später ihren Hauptsitz mit Heinrich von Hahn (um 1518) in Postenden bei Talsen.
Auf der Ostseeinsel Ösel war ein gleichnamiges Adelsgeschlecht ansässig, das auf Johann August von Hahn (um 1725–1799) als seinen Stammvater zurückblickt und das gleiche Wappen wie die kurländischen Hahns führte.

## Geschichte
Gemäß den Genealogischen Handbüchern Kurlands und Ösels stammen beide Zweige aus Mecklenburg und obwohl beide Stammfamilien das gleiche Wappen führen, „ist ein genealogischer Zusammenhang zwischen beiden Familien nicht nachweisbar“. Im Jahre 1476 wurde ein Vorfahre des Heinrich von Hahn (um 1518) vom Deutschen Orden mit der Ortschaft Postenden belehnt.

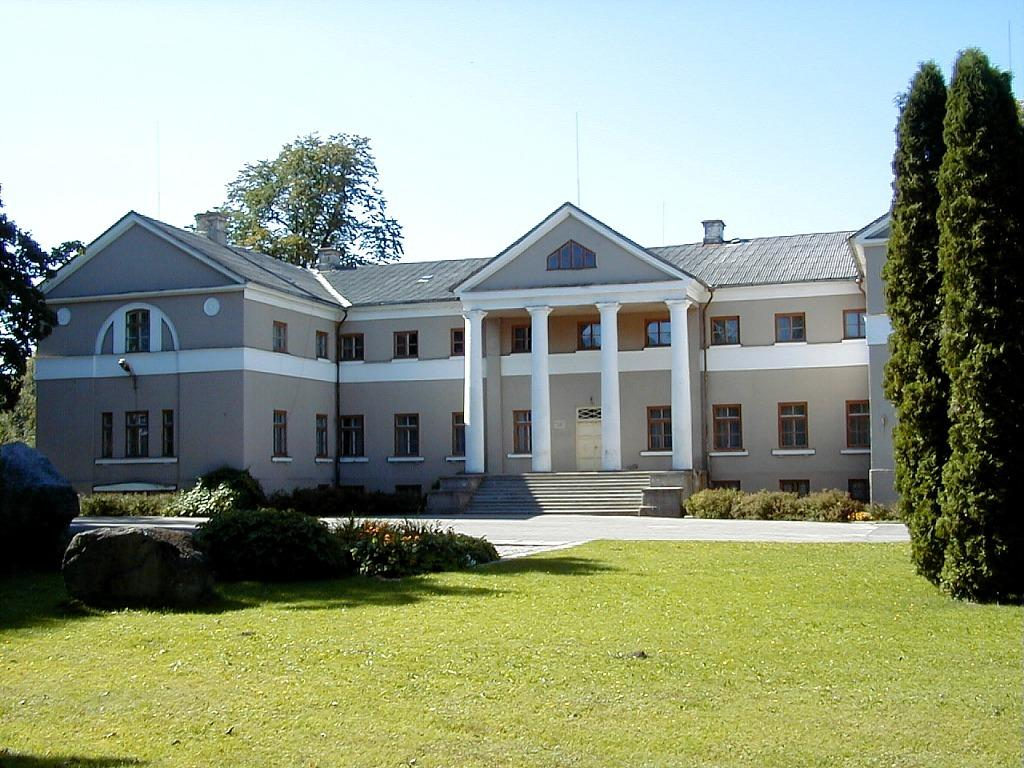
Schloss Postenden bei Talsen (1999)

Der Hauptsitz der Adelsfamilie von Hahn in Kurland war Schloss Postenden bei Talsen, einer Kleinstadt im heutigen westlichen Lettland, dem früheren Herzogtum Kurland und Semgallen.

## Wappen
Blasonierung des Stammwappens: „Im silbernen Schilde und auf dem Helme ein mit dem rechten Fusse ausschreitender, rechts gekehrter, roter Hahn“.

## Stammtafel
Tafel I. Heinrich von Hahn (um 1518)
- Jürgen († 1552)
  - Gert (um 1576)

Tafel II. Georg (um 1619) (Stamm Postenden)
- Heinrich († 1661)
  - Georg († 1713/14)

Tafel III. Philipp Heinrich († 1740)
- Eberhard Christoph (1718–1766), Herr auf Postenden
  - Adolph Georg (1749–1823)
    - Paul Baron von Hahn (1793–1862)
      - Adam Johann Paul (1828–1901)
        - Kuno Friedrich (1861; † 1918 in Berlin) ⚭ 1. Marie von Fircks (1868–1895), 2. Irmgard von Fircks (1873–1957)
          - Paul Adolf von Hahn (1894 auf Gut Weiß-Plonian, † 1986) ⚭ Anna von Rosen (1899–1995)[4]
            - Paul von Hahn (1924–1942)

Stammfolge A – Haus Postenden: Theodor (1788–1866)
Stammfolge B – Haus Asuppen (siehe unten)
- Adolph von Hahn (* 1824 in Mitau; † 1882 in Riga), Herr auf Asuppen ⚭ Amalie Gräfin Keyserling (1831–1891)
  - Johann (Hans) von Hahn-Asuppen (1864–1911) ⚭ Marie von Koskull-Adsirn (1878–1945)
    - André von Hahn-Asuppen (* 1905 in Königsberg; † 1979 in Mazoe, Rhodesien) ⚭ 1. Beate von Nolcken (1910–1982), 2. Jean Duncan (1912–2006)[5]

Stammfolge C – Haus Wahnen (erloschen)
Stammfolge D – Haus Schnepeln (siehe unten)
- Nikolaus Friedrich von Hahn (* 1804 in Tuckum; † 1882 in Goldingen); Fideikommissionär auf Schnepeln ⚭ Eugenie von Roenne (1806–1881)
  - Alexander (* 1843 in Goldingen; † 1902 in Goldingen, Herr auf Pormsahten) ⚭ Marie von Manteuffel–Szoege (1857–1880)
    - Theodor von Hahn (* 1880 auf Hasenpoth; † 1949 in Buchenwald), Dr. jur., deutscher Diplomat ⚭ Harriet von Middendorff (1883–1957)[6]
      - Margarete von Hahn (* 1911 in Shanghai; † 2003 in Berlin), Pfarrerin
      - Marie-Agnes von Hahn (* 1913 in Shanghai) ⚭ Hans Rüdiger von Heinz (1894; † 1941 gefallen in Kowtschin, Russland)
        - Ulrich von Heinz (* 1941 in Berlin; † 2017 in Berlin)[7], Rechtsanwalt und Notar

      - Heinrich von Hahn (* 1916 in Berlin-Lichterfelde; † 1944 gefallen bei Saarlouis) ⚭ Sigrid von Haaren (1916–2001)
      - Otto (Axel) von Hahn (* 1923 in Berlin-Lichterfelde; † 1995 in München), Redakteur und Filmemacher ⚭ Helga von Wangenheim (1912–1996)

Tafel IV. Johann (um 1711)
- Friedrich († 1547)
  - Heinrich († 1597)

Tafel V. Heinrich (um 1612) Stamm Aahof-Feldhof-Slugtin-Pommusch
- Heinrich (um 1641)

Tafel VI. Christoph (um 1709)
Tafel VII. Heinrich Johann (um 1701)
- Christoph Heinrich (um 1720)
  - Otto Adam († 1752)

Stammfolge E – Haus Glugtin-Pommusch: Otto Karl
- Otto Georg († 1753)
  - Wilhelm Rafael

Tafel VIII. Johann Rafphael († 1817)
Tafel IX. Hermann († 1640) Stamm Memelhof
- Friedrich (um 1667)

Tafel X. Christoph Georg († 1699)
- Friedrich († 1713)
  - Philipp Georg († 1757 erloschen)

Tafel XI. Friedrich († 1771)
- Friedrich († 1807)

Stammfolge F – Haus Memelhof : Johann Friedrich Wilhelm
Tafel XII. Georg Wilhelm
- Reinhold († 1806, erloschen)

### Stammfolge Kurland – Haus Postenden
- Theodor von Hahn aus dem Hause Postenden (Федор Васильевич барон Ган; * 1788 in Mitau; † 1866), Landesbevollmächtigter für Kurland und russischer Wirklicher Staatsrat ⚭ Henriette Gräfin von der Pahlen († 1866)
  - Edmund Peter Wilhelm (* 1813 in Reval; † 1879 in Zehren), Herr auf Postenden ⚭ Caroline von Manteuffel-Szöge (1818–1886)
    - Philipp Heinrich Theodor (* 1843 in Lubb-Essern; † 1920 in Ludwigslust), Herr auf Postenden ⚭ Marie von Grotthuß (1864–1907)
      - Eberhard (* 1893–1945 gefallen in Redichau), Herr auf Postenden ⚭ Anita von Keyserlingk (* 1895)
        - Philipp (* 1921)
        - Georg (* 1934)
        - Albrecht (* 1938)

      - Wilhelm Nikolaus (* 1895) ⚭ Constance Pauer-Budahegn
        - Paul Johann (* 1931)

      - Paul Edmund (1899–1934), Journalist und Schriftsteller

  - Peter Wilhelm Paul (* 1844 in Lubb-Essern; † 1919 in Lubb-Essern), Herr auf Lubb-Essern ⚭ 1. Johann von Arnim (1850–1889) 2. Hedwig von Drachenfels (* 1869)
    - Hans Wilhelm (* 1871 in Zehren; † 1935 in Berlin) ⚭ 1. Louise Fürstin von Lieven (1876–1908)
    - Carl Heinrich Arved (* 1872 in Zehren; † 1948 auf Schloss Moyland), russischer Staatsrat und Ehrenfriedensrichter, Politiker ⚭ Marie von Fircks
    - Alexis (1874–1875)
    - Heinrich (1892–1919)
      - Paul (* 1931)

  - Wilhelm Theodor (* 1821; † 1896 in Tuckum), Oberhauptmann zu Tuckum und Oberhofgerichtsrat ⚭ Marie von Fircks (1832–1901)
    - Paul Edmund (1859–1923) Direktionsrat ⚭ Alice von Keyserlingk (1864–1925)
      - Edmund Theodor Joachim (* 1891), Herr auf Luckenau ⚭ Karola von Rosküll (* 1905)
        - Edmund (* 1929 in Riga)
        - Joachim (* 1931)
        - Philipp (* 1934 in Zawierz)
        - Erich (* 1937 in Zawierz)

      - Cecil (* 1897 in Zawierz), Herr auf Glogowa, Rittmeister Baltische Landwehr ⚭ Dina Fürstin von Lieven (* 1903)
        - Andreas (* 1924)
        - Peter (* 1928)

## Besitzungen

### Postenden
Heinrich von Hahn erwarb um 1518 das Gut in Postenden bei Talsen, das der Hauptsitz der kurländischen Hahns wurde.

### Asuppen
Das Gut Asuppen (Aizupe im Bezirk Kandava/Kandau) war ab 1561 im Besitz des kurländischen Herzogs Gotthard Kettler (1517 – 1587) und ging 1635 in den Besitz von Salomon Henning, der es seinen Nachkommen vererbte. Ab 1719 nahm die Familie Peter von Koskull das Gut in seinen Besitz und 1793 wurde es von der Familie Hahn übernommen. Adolf Georg Wilhelm von Hahn (1749 – 1823) ließ zwischen 1820 und 1823 das Herrenhaus errichten. Der angrenzende Park wurde zwischen 1830 und 1840 angelegt. Das Gut war von 1793 bis zur Enteignung im Jahre 1920 im Besitz der Familie von Hahn.

### Schnepeln
Das Herrenhaus in Schnepeln, welches auch als Schloss bezeichnet wurde, wurde zu Beginn des 19. Jahrhunderts errichtet und wurde durch Baron von Hahn als Jagdschloss benutzt. Das Dach war mit Tonfliesen bedeckt. Die Glanzstücke des kleinen Schlosses waren der dekorative Abschluss der Fassade, das Portalgeländer und mehrere schmuckvolle Türen. Die Schlosshalle war mit schönen Deckenmalereien verziert. Heute beherbergt das Herrenhaus eine Grundschule.

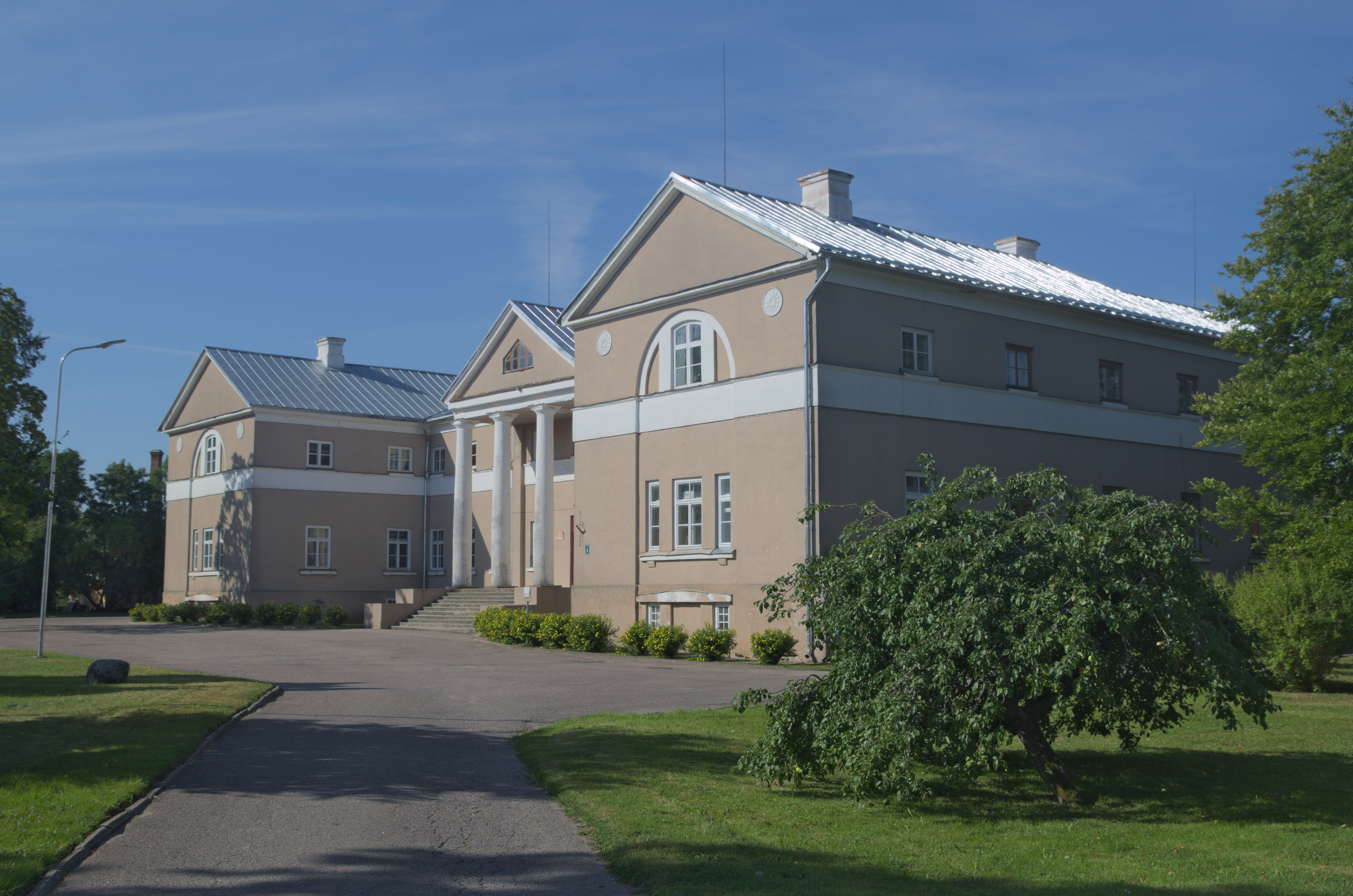
Schloss Postenden, Kurland (Lettland)
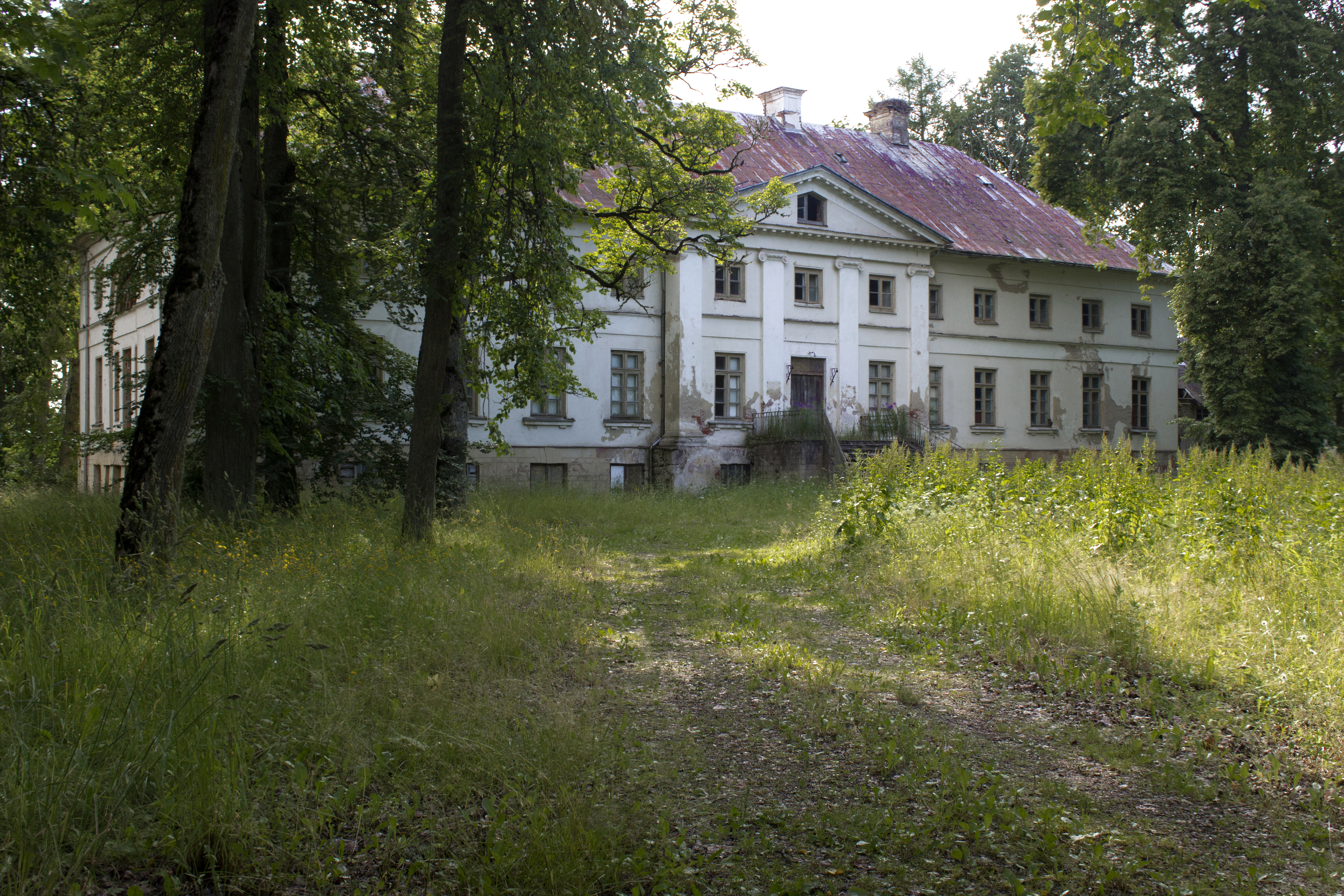
Asuppen, Kurland (Lettland)
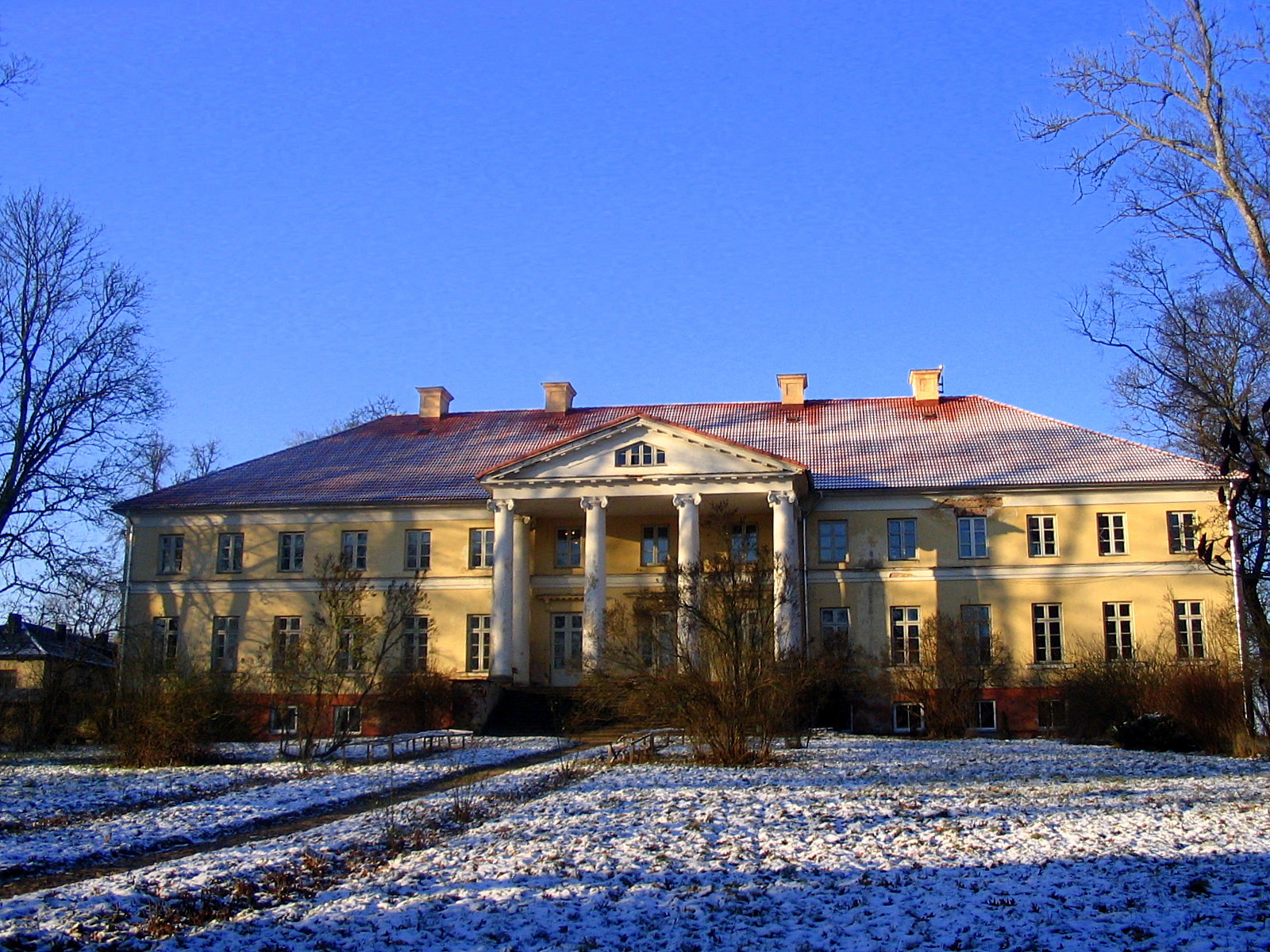
Schnepeln, Kurland (Lettland)